# Den gode herdens kyrka, Helsingfors
Den gode herdens kyrka (finska: Hyvän Paimenen kirkko) är en kyrka i Baggböle i Helsingfors. Kyrkan används av Pakilan seurakunta.